# Joseph Calvet de Madaillan
 (mai 2025).
Joseph Thibaud Calvet de Madaillan est un homme politique français né le 2 février 1766 à Foix (Ariège) et mort le 25 juillet 1820 à Foix.

## Biographie
Capitaine, il est député de l'Ariège de 1809 à 1815, puis de 1815 à 1820, siégeant dans la minorité ministérielle de la Chambre introuvable. Il est fait baron d'Empire en 1813. Il est questeur de l'Assemblée de 1813 à 1820.